# 海门前所城

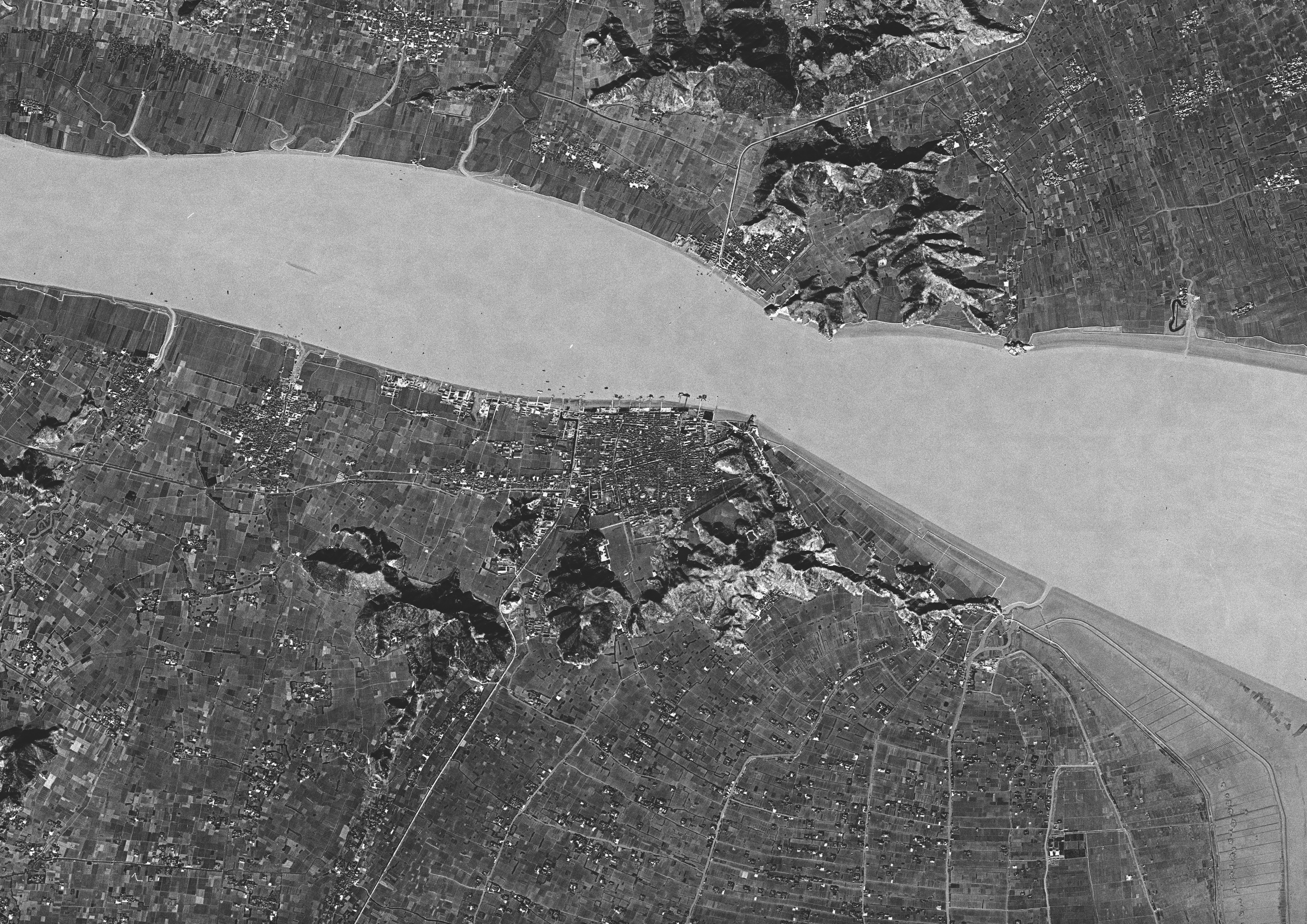
1970年原海门卫城、前所城及周边地区卫星地图。

海门前所城位于中国浙江省台州椒江区前所街道前所村，椒江入海口处小圆山之北。海门前所即海门卫前千户所，为明朝设置的卫所，洪武二十八年（1395）建置，治所位于台州府临海县府城东南三十都，介于桃渚所与海门卫之间，与南岸的海门卫城隔江相望。今城墙已大部分被拆，仅城西柴行街处尚存一小段，此外城北凤凰山上尚有部分残存基石。
海门前所城南临椒江，西、北跨凤凰山，山上城墙呈不规则形，其余略呈方形，即今东至建电路、南至前中路，西、北至凤凰山的区域。城周三里六十九步（约1550.4米），高二丈三尺（约7.36米），厚不详，设有东西南北城门四座，平地处的城墙外设有护城河。